# Roberto Fioretto
Roberto Fioretto (1960) è un allenatore di pallacanestro italiano.

## Carriera
Ha allenato in Serie A1 femminile il CUS Cagliari.